# Пятницький Валерій Тезійович
Валерій Тезійович Пя́тницький (нар. 19 квітня 1962, с. Мотовилівка, Київська область) — український політик та державний діяч. Виконувач обов'язків міністра економічного розвитку і торгівлі України в уряді Арсенія Яценюка (з жовтня 2014).

## Біографія
Народився 19 квітня 1962 року у селі Мотовилівка Фастівського району Київської області.

### Освіта та наукові ступені
- 1985 року закінчив Київський державний університет ім. Т. Г. Шевченка за спеціальністю «Економічна кібернетика», економіст-математик.
- 1987—1990 — аспірант Київського державного університету ім. Т. Г. Шевченка.
- 1999—2002 — докторант Київського національного торговельно-економічного університету.

Стажування:
- Інститут економічного розвитку (Світовий банк, Вашингтон, 1994);
- Об'єднаний інститут МВФ та Світового банку (Відень, Австрія 1995);
- Інститут державного управління (Маастрихт, Нідерланди, 1996);
- Університет Делгаузі (Галіфакс, Канада, 2002).

Кандидат економічних наук, доцент. Володіє російською та англійською мовами.

### Трудова діяльність
- 1985—1986 — інженер науково-дослідної частини Київського державного університету ім. Т. Г. Шевченка.
- 1986—1987 — стажист-викладач кафедри економічної кібернетики Київського державного університету ім. Т. Г. Шевченка.
- 1987 — інженер лабораторії економічної кібернетики науково-дослідної частини Київського державного університету ім. Т. Г. Шевченка.
- 1990—1996 — асистент, доцент кафедри економічної кібернетики економічного факультету Київського державного університету ім. Т. Г. Шевченка.
- 1996—1999 — заступник начальника управління — начальник відділу, заступник начальника управління багатостороннього економічного співробітництва Міністерства зовнішніх економічних зв'язків і торгівлі України.
- 1999—2003 — доцент кафедри Київського національного торговельно-економічного університету.
- 2003 — державний секретар з питань європейської інтеграції Міністерства економіки та з питань європейської інтеграції України[1][2].
- 2003—2005 — перший заступник Міністра економіки та з питань європейської інтеграції України[3][4], заступник голови Спільної парламентсько-урядової комісії з інтеграції України до СОТ.
- 2005 — радник Віце-прем'єр-міністра України, провідний експерт проєкту «Торговельна політика України».
- 2005—2011 — заступник Міністра економіки України[5][6].
- 2011—2014 — Урядовий уповноважений з питань європейської інтеграції[7][8].
- У 2014 році призначений заступником Міністра економічного розвитку і торгівлі України — Торговим представником України[9].
- 9 жовтня 2014 року Кабінет Міністрів призначив заступника міністра економічного розвитку Валерія П'ятницького виконуючим обов'язки міністра[10].

## Нагороди
- Орден князя Ярослава Мудрого V ст. (7 лютого 2008) — за значний особистий внесок у забезпечення інтеграції України до Світової організації торгівлі[11].